# 武文德
武文德（越南语：／；1831年—？），越南阮朝官員。
武文德是廣南省奠磐府延福縣安泰上總農山社（今屬廣南省奠磐市社）人，明命十二年（1831年）出生。嗣德八年（1855年），武文德參加武鄉試，考中武舉人。嗣德十八年（1868年），武文德考中會試中格第一名，殿試考中第二甲武進士出身，是該科第一名，官平定右奇七隊正隊長，後于平定省作戰時陣亡。